# Colonia del Bosque
Colonia del Bosque är en ort i Mexiko.   Den ligger i kommunen Mexicali och delstaten Baja California, i den nordvästra delen av landet, 2 100 km nordväst om huvudstaden Mexico City. Colonia del Bosque ligger 12 meter över havet och antalet invånare är 142.
Terrängen runt Colonia del Bosque är mycket platt. Runt Colonia del Bosque är det glesbefolkat, med 19 invånare per kvadratkilometer. Närmaste större samhälle är Estación Coahuila, 0,98 km nordost om Colonia del Bosque. Trakten runt Colonia del Bosque består till största delen av jordbruksmark.